# Karim García
Gustavo Karim García Aguayo (Ciudad Obregón Sonora; 29 de octubre de 1975) es un ex beisbolista profesional mexicano, que bateaba y lanzaba con la izquierda y jugó como jardinero, en Ligas Mayores, Liga mexicana de Beisbol, Liga Mexicana del Pacífico, Serie del Caribe, Juegos Panamericanos, y Mundial de Beisbol además del béisbol de Japón y el de Corea del Sur. Es el 12.º sonorense en grandes ligas. Sus números de por vida son: 1463 juegos jugados, para .241 de bateo con 66 jonrones, 212 carreras impulsadas, 10 bases robadas

## Vida Familiar
Hijo de Francisco y García Pilar Aguayo . Su padre fue beisbolista en la Liga Mexicana de Béisbol y director de la Academia de Beisbol Pastejé. Tuvo dos hermanos, Carlos y Pili, que fueron atletas seleccionados nacionales. Realizó sus estudios en el colegio La Salle de Obregón. Desde pequeño practicó el atletismo entre ellos el pentatlón, salto de longitud, lanzamiento de bala y jabalina. A los 15 años asistió a un campeonato a la Ciudad de México, y es invitado a inscribirse a la Academia de Beisbol Pastejé en la cual se entrenó a ésa edad. Se casó con Denisse Rangel Cabrera.

## Ligas Menores de Estados Unidos
Karim firmó como agente libre aficionado con los Dodgers de Los Ángeles en 1992 a sus dieciséis años, quienes lo enviaron a jugar a con los Duques de Albuquerque, filial de los Dodgers de los Ángeles logrando batear para .319 con veinte jonrones y 91 carreras impulsadas,

## Ligas Mayores
Estuvo 10 años en ligas mayores, desde 1995 al 2004, en 9 equipos diferentes. Jugó 488 juegos, con 1,463 turnos al bat, con 352 hits, con un promedio de .241, anotando 180 carreras, e impulsando 212. 
- Dodgers de Los Ángeles       (1995-1997)
- Diamond Backs de Arizona   (1998)
- Tigres de Detroit                    (1999-2000)
- Orioles de Baltimore             (2000)
- Indios de Cleveland               (2001)
- Yankees de Nueva York        (2002)
- Indios de Cleveland               (2002-2003)
- Yankees de Nueva York        (2003)
- Mets de Nueva York             (2004)
- Orioles de Baltimore             (2004)

Dodgers de los Ángeles. Debutó en grandes Ligas a sus 19 años, el 2 de septiembre de 1995 para los Dodgers de Los Ángeles, siendo el jugador más joven de las Grandes Ligas cuando debutó, continuando en 1996 y 1997, aunque estuvo mucho tiempo en ligas menores.  
Tigres de Detroit. García fue cambiado a los Tigres de Detroit a cambio de Luis González y una contraprestación en efectivo. Duró una temporada completa en Detroit.
Orioles de Baltimore. En junio de 2000, fue enviado a los Orioles de Baltimore como parte de un acuerdo condicional, pero fue liberado por Baltimore después de una temporada con los Rochester Red Wings de Triple-A .
Indios de Cleveland. García firmó con los Indios de Cleveland para la temporada 2001 y conectó 31 jonrones para los Buffalo Bisons de Triple-A . Se unió a los Indios en septiembre y bateó para .311 con cinco jonrones en solo 45 turnos al bate .
Yankees de Nueva York. En 2003 disputó la serie mundial con Yankees, donde Karim pega hit a Pedro Martínez, en su primera oportunidad de bateo. En el segundo turno le pegan Pedro le pega en la cabeza desatando un altercado entre los equipos.
La última aparición en grandes ligas fie el 24 de agosto del 2004 para Orioles de Baltimore.
Sus números en Grandes Ligas fueron: .241 promedio de bateo, 66 jonrones, 212 carreras impulsadas

## Corea y Japón
Al dejar las grandes Ligas, emigra al lejano Oriente, para estar dos temporadas en Japón y cuatro temporadas en la liga de Corea.
- Búfalos de Orix              Japón   (2005–2006)
- Gigantes de Lotte           Corea  (2008-2010)
- Águilas Hanwha              Corea  (2011)

### Japón
En 2005 jugó para los Búfalos de Orix, en la Liga japonesa de Beisbol. Sus números en la fueron .281 con 44 jonrones y 97 carreras impulsados. Gracias a los consejos de Hideki Matsui y más paciente que ante adaptándose a Japón. El 11 de agosto de 2005 bateó 3 jonrones en un juego y el día siguiente también bateó 3 jonrones contra las Águilas Doradas de Tohoku Rakuten, siendo el único jugador en la historia del béisbol de Japón en lograr tal hazaña. 

### Corea del Sur.
El 29 de marzo del 2008 firmó con los Gigantes de Lotte como jardín derecho de la Liga de la Organización Coreana de Béisbol. Bateaba como 5.º en el orden. Era uno de los más populares en Busan con .283 de promedio de bateo con 30 jonrones y lideró la liga con 111 carreras impulsadas en 125 juegos jugados. García ganó el premio de Guante de Oro de la Liga como jardinero. Permaneció con ellos hasta 2010, bateando al menos 26 jonrones cada temporada. Por segunda vez fue a este país y en 2011 jugó con los Gigantes de Lotte, novena para donde rompió un récord, cayendo en extra innings de 15-14 ante Hanhwa.

## Liga Mexicana de Beisbol
Jugó siete temporadas en 5 equipos para 504 juegos, 301 de porcentaje, 539 hits, 298 anotadas, 354 producidas: con Sultanes de Monterrey en 2007 y bateó .374 con 20 jonrones para que su equipo ganara el campeonato. Volvió con ellos en 2011. También jugó para los Tigres de Quintana Roo, Olmecas de Tabasco, Saraperos de Saltillo y Diablos Rojos de México, dejando en cada equipo buenas marcas de bateo. Participó en 504 juegos para .301 de porcentaje de bateo con 298 carreras anotadas, 539 hits, 98 dobles, 354 carreras producidas, se mantuvo tres temporadas arriba de .300 de porcentaje de bateo y pegó 90 jonrones.

## Liga Mexicana del Pacífico
Estuvo 22 temporadas en la liga para cuatro equipos para 573 juegos, .260 de bateo, 88 jonrones, 321 carreras producidas. En 1992, debutó con el equipo de su ciudad natal, los Yaquis de Obregón y estuvo con ellos 4 temporadas. Pasó a Mayos de Navojoa 2 temporadas, con Tomateros de Culiacán 8 temporadas, con Naranjeros de Hermosillo 5 temporadas terminando en 2014 con Culiacán. En 1995, sufrió una embolia de la que rápidamente se recuperó.

## Serie del Caribe
Representó a México en 6 Series del Caribe. Jugó con Águilas de Mexicali en 1999, siendo nombrado para el Equipo de Estrellas y en 2011 también, primero como bateador designado  jardinero derecho respectivamente. En 2007, 2010, 2011 y 2012 reforzó a los Yaquis conquistando el campeonato y de nuevo estuvo en el Equipo de Estrellas. Fue campeón en las ediciones de Mayagüez 2011 y Hermosillo 2013 ambas con Yaquis de Ciudad Obregón. En 2013 de nuevo se corona campeón de la serie con los Naranjeros de Hermosillo.Disputó 32 juegos, acumuló 6 cuadrangulares, 27 hits (incluidos 10 extrabases), 41 bases alcanzadas y 15 carreras impulsadas. 

## Selección Mexicana de Béisbol
Representó a México en la selección nacional como jardinero en 2006, 2009, y 2013 en el torneo Clásico Mundial de Béisbol. Una hazaña fue el de eliminar al potente equipo de Estados Unidos. En 2007 logró medalla de bronce en Juegos Panamericanos.

## Premios y Reconocimientos.
- El 28 de mayo de 1999, García se convirtió en el jugador número 34 en la historia de las Grandes Ligas en conectar un jonrón sobre el techo del Tiger Stadium en el jardín derecho, [2]
- El sonorense bateó de 7-7 en 2011 para una nueva marca para un bateador durante un partido de extra innings, "Mi actuación incluyó un jonrón, seis carreras producidas, dos bases robadas y un hombre puesto out en home", dijo García, tras superar el registro anterior que era de 6-6.[5]

- Estuvo en varios Juego de Estrellas: en 2001 con los Bisontes de Búfalo NY; con los Indios de Cleveland el 9 de septiembre de 2002, con los Sultanes de Monterrey en 2011, con los Tigres de Quintana Roo el 2014 y Serie del Caribe 2011
- Jugador más valioso en 2007 para Sultanes de Monterrey.
- En 2010 dio tres jonrones en un juego con Naranjeros de Hermosillo compartiendo el récord con 4 consecutivos y 5 en tres juegos consecutivos; mas jonrones con casa llena en juegos consecutivos (2). Récord de más carreras consecutivas producidas en un juego en 2010 con Naranjeros.
- Ha sido candidato dos veces en el proceso de nominación para la elección para el Salón de la Fama del Béisbol Profesional en México con los "Nuevos Inmortales del Béisbol Mexicano”, clase 2022 y clase 2024 en la categoría de Grandes Ligas.[6]
- En 2025 fue uno de los dos mexicanos exaltados al Pabellón de la Fama de la Serie del Caribe, junto con Álvaro Ley en la 67.ª edición del clásico caribeño en la ciudad de Mexicali del 31 de enero al 7 de febrero.[7]